# Hétérophyllie

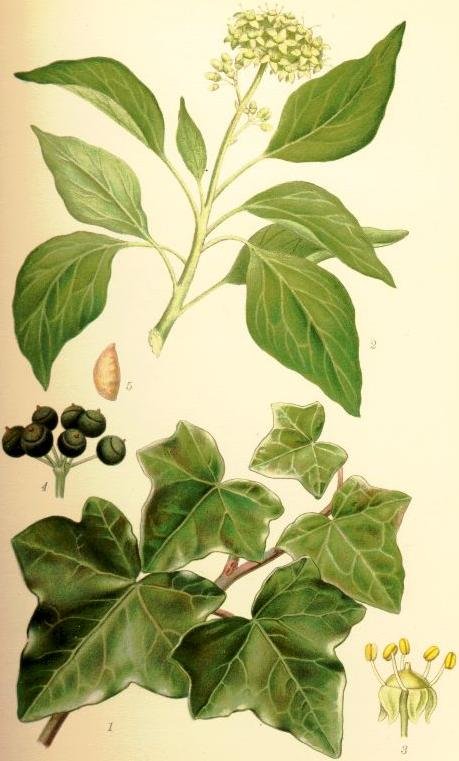
Dimorphisme foliaire chez le lierre grimpant : les feuilles des rameaux stériles sont lobées, les feuilles des rameaux fertiles lancéolées.

L'hétérophyllie du houx (Ilex aquifolium) avec cinq feuilles qui proviennent du même individu. Cette variation peut être une adaptation de défense contre les mammifères herbivores, montrant le contrôle épigénétique de la plasticité phénotypique des plantes

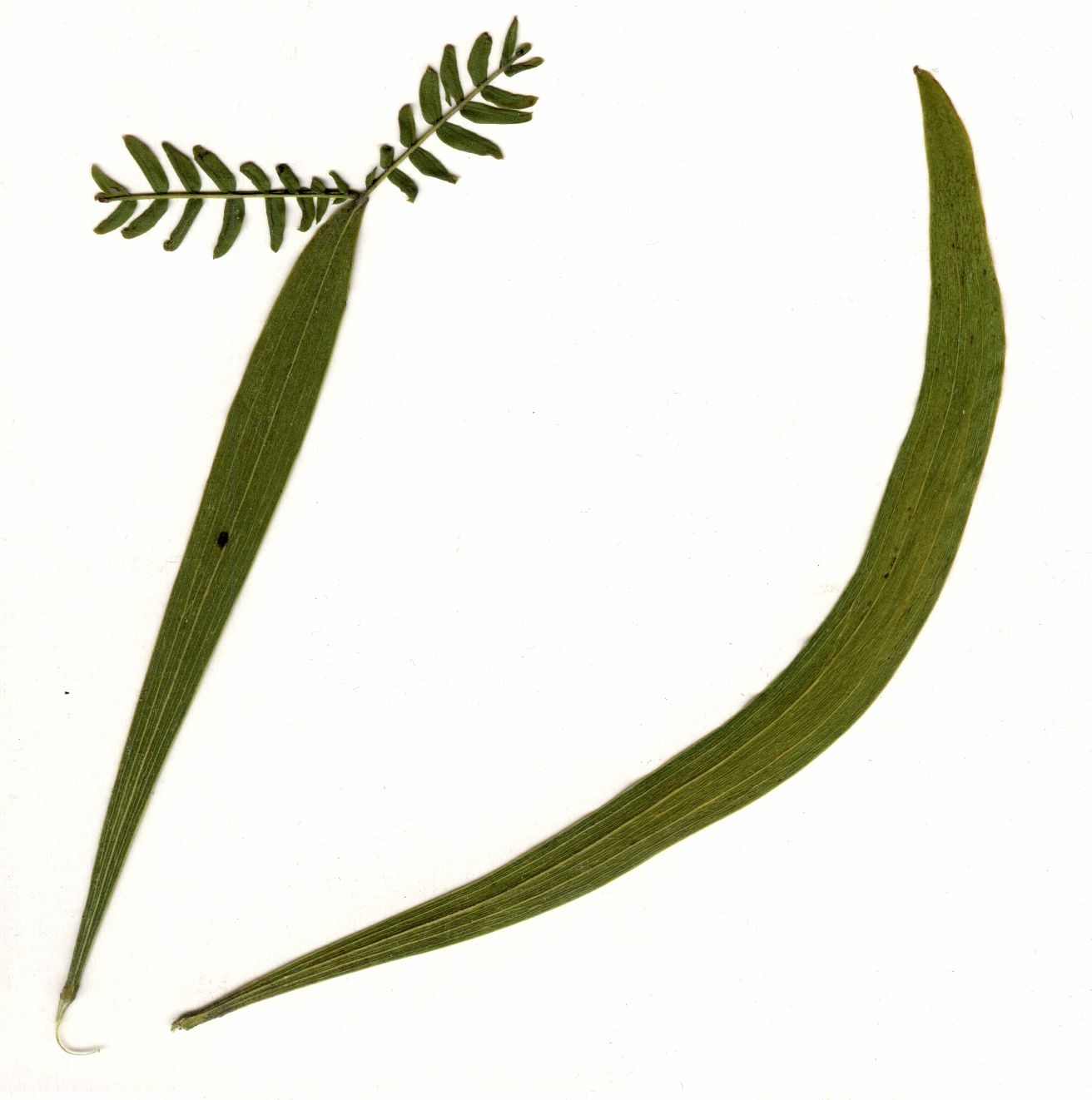
On trouve parfois chez le Tamarin des Hauts (Acacia heterophylla) des feuilles intermédiaires qui marquent le passage d'une forme foliaire à l'autre.

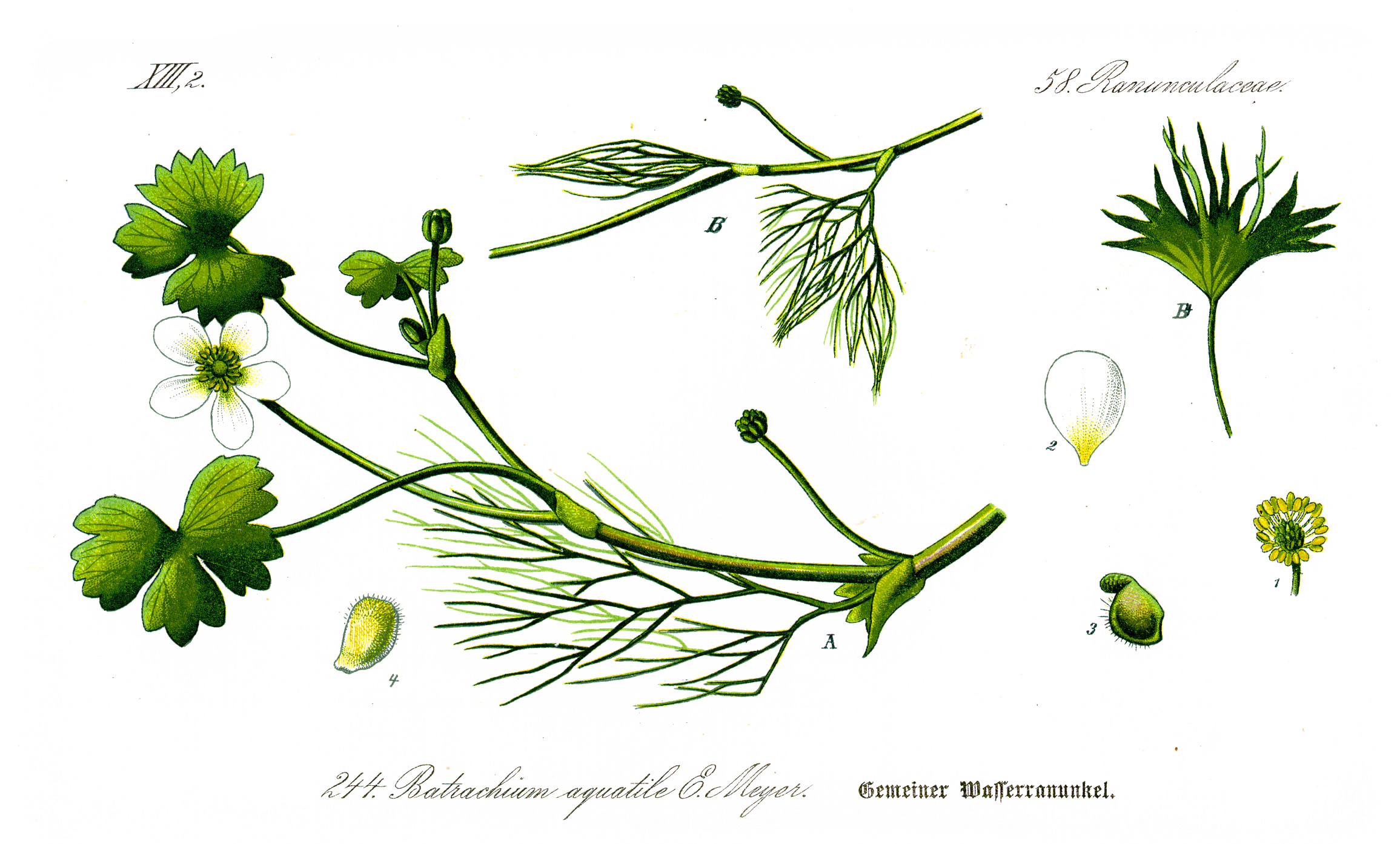
Les feuilles immergées de la renoncule aquatique sont laciniées alors que les feuilles aériennes sont juste lobées.

L’hétérophyllie, appelée aussi polymorphisme foliaire, est une caractéristique de certains taxons ou plantes, dits hétérophylles, qui produisent des feuilles ou des frondes d'au moins deux types différents, la variation portant le plus souvent sur la taille (phénomène d’anisophyllie chez les taxons ou plantes anisophylles), la forme (hétéromorphisme), la symétrie, la position ou la fonction. 
Les botanistes distinguent le dimorphisme et le polymorphisme (le plus souvent trimorphisme comme chez Triphyophyllum peltatum ) foliaire, selon que l'hétéromorphisme se traduit par deux ou plusieurs formes différentes. Ils peuvent observer chez une même espèce de nombreuses transitions entre les feuilles juvéniles, intermédiaires (feuilles de transition) et adultes de la plante hétérophylle (ou anisophylle).
L'hétérophyllie est beaucoup plus fréquente au sein du monde végétal qu'on ne le suppose souvent, en particulier chez les Ptéridophytes ou chez les dicotylédones.
L'antonyme est l’homophyllie (plante dite homophylle) qui a pu également désigner une feuille composée dont toutes les folioles sont semblables.

## Origines et fonctions
L'hétérophyllie a deux origines possibles : l'une, génétique, est un caractère spécifique strict (comme chez de nombreuses renoncules) insensible à l'influence du milieu ; c'est le cas des espèces ayant des formes de jeunesse différentes de l'état adulte (phénomène d'hétéroblastie (en) chez les Cupressaceae, les Eucalyptus, Populus euphratica ou beaucoup d'espèces plagiotropes). L'autre est une adaptation aux conditions écologiques (lumière, immersion, etc.). L'hypothèse que le développement hétéroblastique puisse illustrer la théorie de la récapitulation a longtemps suscité l'intérêt chez les botanistes,. La biologie du développement privilégie l'hypothèse actuelle de l'hétérochronie pour expliquer chez les plantes l'hétérophyllie du fait de leur plasticité développementale.
La fonction de ce polymorphisme foliaire est le plus souvent interprétée chez les plantes terrestres comme une des adaptations (associée au mode de ramification, à la longueur des entrenœuds) afin de minimiser l'auto-ombrage et optimiser la densité foliaire afin de capter le maximum de lumière nécessaire à la photosynthèse, mais cette interprétation n'explique pas tous les cas d'hétérophyllie. Ainsi, les feuilles à la base ont tendance à avoir un limbe plus simple, celles au sommet, plus coriaces, ont plus souvent un limbe lobé, les lobes associés plus étroitement aux nervures d'ordre inférieur évitant la dessiccation de ces feuilles plus exposées. Une certaine réduction foliaire est ainsi en relation avec l’augmentation de l’insolation et du stress hydrique. Ce phénomène est inversé dans plusieurs familles botaniques la flore des Mascareignes (Malvaceae, Moraceae, Rutaceae et Verbenaceae) chez qui les feuilles de la plantule ont des formes plus complexes que celles de l’adulte. Cette originalité peut s'expliquer par une convergence géographique due à un transfert horizontal de gènes.

## Exemples de plantes hétérophylles
Chez les Ptéridophytes, elle peut être associée ou non à leur production de sporanges.
Chez le tamarin des Hauts (Acacia heterophylla) de la Réunion (plante endémique), les feuilles sur les branches les plus âgées sont réduites au pétiole qui, aplati, joue le rôle d'organe de la photosynthèse. Elles diffèrent des feuilles juvéniles.
Chez le lierre grimpant (Hedera helix), une hétérophyllie de développement s'observe au niveau des rameaux stériles (dépourvus de fleurs) qui portent des feuilles inférieures (plus proches du sol) lobées ou munies de pointes, palmatinerves et palmatilobées ; ceux fertiles (pourvus de fleurs) portent des feuilles en position supérieure dans la région florale qui sont plutôt elliptiques, à bords entiers et penninerves.
Chez les Eucalyptus, l'espèce Eucalyptus gunnii présente une hétérophyllie marquée.
Un arbre de Nouvelle-Zélande, Pseudopanax crassifolius, ne produit pas moins de huit types foliaires différents en plus des écailles qui entourent ses bourgeons dormants
L'hétérophyllie des plantules (cotylédons) est répandue dans beaucoup de familles botaniques (Gesneracées, Nyctaginacées, Phytolaccacées, Platanacées).
Beaucoup de plantes aquatiques présentent une hétérophyllie marquée. Elles portent des feuilles immergées aux formes diverses (sessiles et entières chez Elodea canadensis, rubanées chez Sagittaria sagittifolia, divisées chez les genres Cabomba, Ceratophyllum et Myriophyllum, la division des feuilles évitant aux plantes immergées dans des courants assez forts d'être déracinée), des feuilles flottantes (ovales, réniformes, cordiformes, losangiques ou tétrafoliolées) et des feuilles aériennes sagittées (cas de Sagittaria sagittifolia) ou lobées (Ranunculus aquatilis). 

Blechnum en épi, fougère à frondes dimorphes
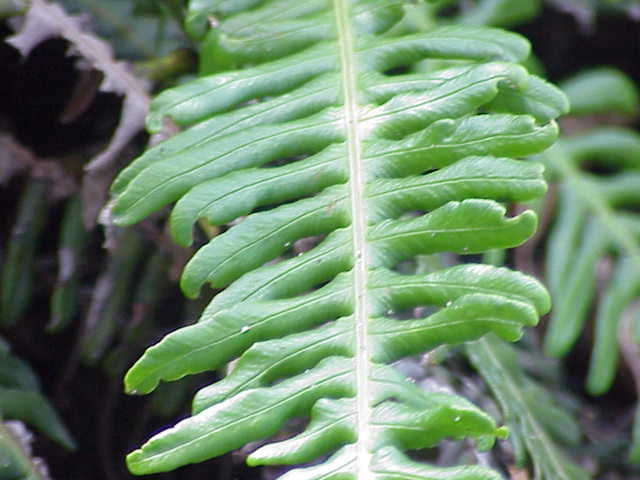
Frondes stériles.
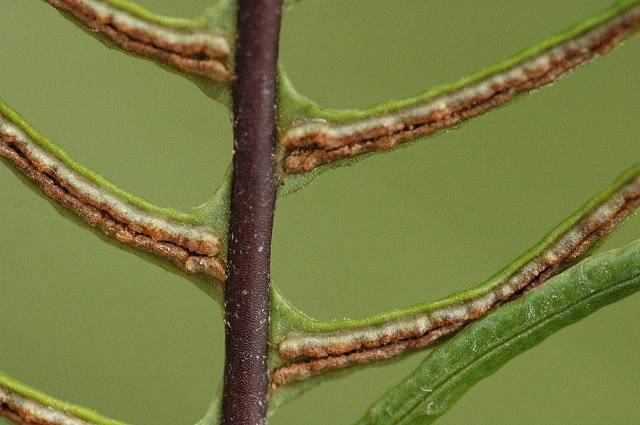
Frondes centrales fertiles avec ses sores.